# Liga Polonesa de Futebol Americano
Liga Polonesa de Futebol Americano  (em polonês/polaco:  Polska Liga Futbolu Amerykańskiego; abreviação oficial: PLFA) é a liga de futebol americano da Polônia.
Fundado em 2006, teve como primeiro campeão o Warsaw Eagles. Após a temporada 2017, houve uma divisão no futebol americano polonês, 20 clubes deixaram o PLFA e fundaram uma nova liga, o Liga Futbolu Amerykańskiego, abreviação oficial: LFA.

## SuperFinal
| Ano  |      | Venue                          | Campeão          | Vice-campeão     | Resultado |
| ---- | ---- | ------------------------------ | ---------------- | ---------------- | --------- |
| 2006 | I    | Marymont, Varsóvia             | Warsaw Eagles    | Gdynia Seahawks  | 34-6      |
| 2007 | II   | Marymont, Varsóvia             | Wrocław Giants   | Silesia Miners   | 18-0      |
| 2008 | III  | Estádio Olímpico, Breslávia    | Warsaw Eagles    | Gdynia Seahawks  | 26-14     |
| 2009 | IV   | Marymont, Varsóvia             | Silesia Miners   | Wrocław Giants   | 18-7      |
| 2010 | V    | Niskie Łąki, Breslávia         | Wrocław Devils   | Wrocław Giants   | 26-21     |
| 2011 | VI   | Bielawa                        | Wrocław Giants   | Wrocław Devils   | 27-26     |
| 2012 | VII  | Estádio Nacional de Varsóvia   | Gdynia Seahawks  | Warsaw Eagles    | 52-37     |
| 2013 | VIII | Estádio Nacional de Varsóvia   | Wrocław Giants   | Warsaw Eagles    | 29-13     |
| 2014 | IX   | Estádio Municipal de Gdynia    | Seahawks Gdynia  | Panthers Wrocław | 41:32     |
| 2015 | X    | Estádio Municipal de Wroclaw   | Seahawks Gdynia  | Panthers Wrocław | 28:21     |
| 2016 | XI   | Estádio Municipal em Bialystok | Panthers Wrocław | Seahawks Gdynia  | 56:13     |
| 2017 | XII  | Estadio Widzew Łódź            | Panthers Wrocław | Seahawks Gdynia  | 55:21     |

## Membros 2018

### Topliga
| Group North - Kozły Poznań - Warsaw Eagles - Husaria Szczecin - Monarchs Ząbki |  | Group South - Kraków Tigers - Zagłębie Steelers - Mustangs Płock - Hammers Łaziska Górne |